# 히샴 아라지
히샴 아라지(아랍어: هشام أرازي, Hicham Arazi, 1973년 10월 19일~)는 모로코의 전직 프로 테니스 선수로, 1993년부터 2007년 말까지 프로 선수로 활약했다. 왼손잡이인 그는 2001년 11월 5일 자신의 경력 최고 ATP 단식 세계 랭킹 22위에 도달했다. 그의 선수 생활 동안, 아라지는 카사블랑카에서 ATP 투어 단식 타이틀을 하나 획득했다. 이 '모로코의 마술사'는 오스트레일리아 오픈에서 2회, 프랑스 오픈에서 2회 8강에 진출했다. 일부 테니스 분석가들은 그의 재능 때문에 그를 "모로코 매켄로"라고 불렀다. 그는 놀라운 터치로 경기를 했고, 홈경기가 아니어도 종종 관중들의 지지를 받았다. 그는 1998년 US오픈 토너먼트 첫 번째 라운드에서 1997년과 1998년 US오픈 우승자인 패트릭 래프터를 초반 두 세트를 러브로 잡았다. 그러나 네 번째 세트에서 아라지는 심판의 몇몇 라인 콜에 화가 나 라켓을 던진 후 당시 심판 Norm Chryst에게 "여기서 나가라"고 따졌다. 이후 아라지는 게임에 말리기 시작했으며 결국 래프터의 승리로 경기가 끝났다. 아라지는 전 세계 1위이자 메이저 챔피언인 로제 페더러, 앤드리 애거시, 예브게니 카펠니코프, 마라트 사핀, 레이턴 휴잇, 후안 카를로스 페레로, 카를로스 모야 및 짐 쿠리어를 상대로 눈에 띄는 승리를 거둔 적도 있다.

## ATP 마스터즈 시리즈 결승전

### 단식(준우승 1명)
| 결과   | 연도 | 토너먼트            | 결승 상대       | 스코어        |
| ------ | ---- | ------------------- | --------------- | ------------- |
| 준우승 | 2001 | 몬테카를로 마스터스 | 구스타부 키르텡 | 3–6, 2–6, 4–6 |